# Reederei Baltrum-Linie
Die Reederei Baltrum-Linie GmbH ist ein Schifffahrtsunternehmen, das den Personen- und Frachtverkehr vom Festlandshafen Neßmersiel zur ostfriesischen Insel Baltrum betreibt. Außerdem wird ein Zubringerbus vom Bahnhof Norden zum Hafen Neßmersiel angeboten. Die Reederei tritt zudem als Vermieterin eines Ferienhauses in Neßmersiel und Betreiberin eines Getränkehandels auf Baltrum am Markt auf. An Land und auf den Schiffen werden rund 40 Mitarbeiter beschäftigt.

## Geschichte
1927 wurde von der Firma Wagenborg Passagierdienste in Delfzyl ein 1915 gebautes Fahrgastschiff erworben, welches den Namen Baltrum I erhielt. Ein Jahr später gründeten die drei Baltrumer Kapitän Ulrich Albers, Schiffer Ulrich Meyer und Maschinist Johann Küper die Reederei Baltrum-Linie. 1931 fusionierte die Baltrum-Linie mit der Firma des Fährschiffers Onno R. Ulrichs und seines Kompagnons Georg Küper. 1932 wandelten die Eigner die bisherige Betreiberfirma in die Offene Handelsgesellschaft „Baltrum-Linie Küper, Meyer, Fischer & Co.“ umgewandelt. Von diesem Jahr an bot die Reederei zwei regelmäßige Fährverbindungen an: Die Strecke Baltrum – Norddeich (in den Sommermonaten) und Baltrum – Neßmersiel (ganzjährig).
Der Neubau MS Baltrum II wurde 1935 durch die Schiffswerft Jos. L. Meyer in Papenburg gebaut. Die gleiche Werft baute 1954 die MS Baltrum I um und im Jahre 1958 den Neubau MS Baltrum III. Die MS Baltrum II verkaufte die Reederei 1958 an die Inselschifffahrt Spiekeroog.
Das Frachtschiff MS Baltrum II wurde 1966 in Dienst gestellt, 1969 das für Ausflugs- und Butterfahrten genutzte Passagierschiff MS Baltrum IV.
1970 erfolgte die Eintragung der Reederei in das Handelsregister Norden unter dem Namen „Reederei Baltrum-Linie GmbH & Co. KG“. Im gleichen Jahr verkaufte die Baltrum-Linie die MS Baltrum III.
Das Schwesterschiff der MS Baltrum IV, die neue MS Baltrum III, gab die Reederei 1971 bei der Schiffswerft Julius Diedrich in Oldersum in Auftrag und stellte es im gleichen Jahr in Dienst.
1977 wurde das aktuelle Fährschiff, der Neubau MS Baltrum I, zunächst noch als Baltrum V, in Dienst gestellt. Es ist mit einer Kapazität von 1000 Personen das größte Schiff der Reederei. Die alte Baltrum I wurde verkauft.
1979 gründet die Reederei Baltrum-Linie gemeinsam mit der Reederei Norden-Frisia die Entsorgungsreederei GmbH mit Sitz in Norden/Norddeich. Kerngeschäft der Entsorgungsreederei ist die Müllentsorgung der ostfriesischen Inseln Juist, Norderney und Baltrum mittels Absetzcontainern, die per LKW verladen werden. Hierzu wird als einziges Schiff der Reederei die 1991 gebaute MS Störtebeker eingesetzt. 
Seit 1980 ist die Reederei als Ausbildungsbetrieb für Schiffsmechaniker anerkannt.
1982 wurde das Bereisungsschiff, die MS Baltrum IV, in Auftrag gegeben.
Die Strecke für den Personenverkehr zwischen Norddeich und Baltrum wurde im Jahr 1986 eingestellt.
2008 bezog die Reederei ihr neues Verwaltungs- und Informationsgebäude in Neßmersiel.
Am 2. April 2018 feierte die Reederei Baltrum-Linie ihr 90-jähriges Bestehen.
Eine formwechselnde Umwandlung der Reederei in eine Kapitalgesellschaft erfolgte am 27. August 2019. Die Reederei Baltrum-Linie GmbH & Co. KG heißt ab dem 28. August 2019 Reederei Baltrum-Linie GmbH.
Anfang Oktober 2019 wurde ein Schiffsneubau bei der Schiffswerft Diedrich in Oldersum in Auftrag gegeben. Die MS Baltrum V wurde im Februar 2022 in Dienst gestellt.

## Aktuell
Die Linie Neßmersiel–Baltrum bedient die Reederei, je nach Jahreszeit, ein- bis dreimal pro Tag. Durch die geringen Wassertiefen in den beiden Häfen ist der Fahrplan von den Gezeiten abhängig.
Von April bis Mitte Oktober bietet die Baltrum-Linie zusätzlich zu den regelmäßigen Fährverbindungen auch Fahrten nach Norderney, zu den Seehundbänken sowie durch den Nationalpark Niedersächsisches Wattenmeer an.
Die beiden Fährschiffe Baltrum I und Baltrum III sowie der Inselversorger Baltrum II befördern rund 140.000 Passagiere und 8.000 Tonnen Güter im Jahr. Neben dem Betrieb der Fährlinie zwischen Baltrum und Neßmersiel werden auch Ausflugs- und Charterfahrten angeboten. Außerdem gibt es mit der Baltrum IV ein kleineres Schiff mit nur 0,58 m Tiefgang als sogenanntes Bereisungsschiff, das auch als Wassertaxi eingesetzt werden kann und nach einem besonderen Fahrplan verkehrt.
Seit 2012 bietet die Reederei Baltrum-Linie Seebestattungen an. Als letzte Ruhestätte wird hierbei ein Gebiet in der Nordsee in der Nähe der Inseln Baltrum oder Norderney ausgesucht. Der genaue Ort wird später im Schiffslogbuch festgehalten und dokumentiert. Die Hinterbliebenen erhalten eine Seekarte mit der Position der Beisetzung.
Seit 2019 fährt mit der Umrüstung der MS Baltrum II außerdem ab sofort die komplette Flotte mit einem synthetischen Kraftstoff aus Erdgas, nämlich GTL (Gas to liquid). Als letztes Schiff wurde das Frachtschiff der Reederei auf der Schiffswerft Julius Diedrich in Oldersum umgerüstet. Der Umbau der anderen Schiffe fand bereits im März und Mai 2019 statt.
Ende 2019 erwarb die Reederei die MS Dollard von der Reederei Freimuth aus Esens und setzt sie seither auf der Internationalen Dollard Route zwischen den Häfen Ditzum, Emden und Delfzijl, sowie für Ausflugsfahrten auf der Ems ein.
Seit dem 15. Juni 2020 betreibt die Baltrum-Linie als Pächterin die Dauer- und Tagesparkplätze am Hafen in Neßmersiel.